# 음양오행설

음양오행의 상생상극

음양오행설(陰陽五行說)은 음양(陰陽)설과 오행(五行)설을 함께 묶어 부르는 말이다.

## 원리
음양오행설은 우주나 인간의 분리된 모든 현상이 음(陰)과 양(陽)의 쌍으로 나타난다는 것이다(아래-위, 낮고-높음, 남자-여자). 해-달). 이들은 대립적이지만 서로 상보적이다. 음(陰)과 양(陽)이 확장하고 수축함에 따라 우주의 운행이 결정된다는 것이며, 음과 양이 네가지 기운 (생, 노, 병, 사)에 따라 확장-수축 함으로써 다섯가지 오행이 나타난다는 것이 오행설이다. 오행설은 금(金), 수(水), 목(木), 화(火), 토(土)의 다섯 가지가 음양의 원리에 따라 행함으로써 우주의 만물이 생성하고 소멸하게 된다는 것이다.

## 구성

### 음양
음(陰)이라는 글자는 언덕(丘)과 구름(雲)의 상형(象形)을 포함하고 있으며, 양(陽)이라는 글자는 모든 빛의 원천인 하늘을 상징하고 있듯이 음양은 원래 산의 그림자(음)와 햇볕(양)으로 구별되어 집안으로 들어와 마침내 한ㆍ난의 뜻으로 이용되며 기(氣)의 자연철학과 결부되어서 1년 기후의 추이를 지배하는 것으로서 음양의 2기가 고려되었다. 이어서 음양은 기(氣)의 주요한 것으로서, 만물을 생성케하는 2대 요소라고 보고, 『역』의 십익(十翼)에 이르러서 음양철학으로서 지양되었다. 이 이후 일기(一氣)의 2상으로서의 음양은 모든 대립하고 순환하는 것의 이원적 원리가 되며, 동양인의 사고법으로 형성되었다. 20세기에 들어와 컴퓨터가 개발되면서 2진법에도 원리가 활용되고 있다.

### 오행
오행이라는 것은 목·화·토·금·수의 오원소를 말하는데, 문헌상에서 가장 먼저 보이는 것은 《상서(尙書)》〈홍범(洪範)〉이다. 거기에서는 오행으로서 수·화·목·금·토가 이 순으로 열거되며, 각각의 성질이나 맛이 기억되고 있다. 홍범에서는 오행 또한 정지하고 있는데, 전국기의 음양가 추연은 이를 역사의 장에 적용해서 왕조의 교대에 대해서 이론을 세웠는데, 모든 오덕(오행의 힘) 시종(순화의 뜻)설이다. 그에 의하면 각 왕조는 각각 오행중 하나가 부여되며, 명운이 다 되면 신왕조로 바뀌는데 그 교대는 필연적인 이법에 따라서 순서가 정해진다. 이 순환은 불에 이기는 것은 물, 물에 이기는 것은 흙의 순서이므로, 이를 오행상극이라고 한다.

## 역사
음양론과 오행설의 기원에 대해서는 은대(殷代)의 신앙과 관련해서 거의 동시에 성립되었다는 설도 있고 통설에서는 양자는 발생 기반을 달리하여 중국 전국 시대에 유행한 음양과 오행이 합쳐진 말이다.
후한 때 채옹이 쓴 <독단>에서 "천자는 동이족이 사용하던 호칭이다. 하늘을 아버지로, 땅을 어머니로 하는 까닭에 천자라 부른다."라고 했던 점에서 천자란 하늘에서 온 아버지 환인, 환웅과 대지의 어머니인 웅녀 사이에서 나온 천자, 단군을 의미하는 것은 텡그리즘에도 동일하게 나타나는 것이며, 고구려 고분 벽화에서 태양신과 달의 여신이 나타내는 음양의 특징을 보여준다.
그 밖에 《☆삼국사기☆》 ‘고구려본기’의 오성(五星)에 관한 기사나 고구려의 오부제(五部制) 등을 통해서도 음양오행을 확인할 수 있다. 참위설과 풍수지리설의 전개과정도 음양오행과 밀접하게 연결되어 있다.
《삼국사기》 ‘백제본기’에 “백제동월륜 신라여월신(百濟同月輪 新羅如月新)”이라는 참구가 들어 있는 것으로 보아 이때 이미 참위설을 믿었던 것으로 추측되며, 이후 통일신라 말기에 이르면 참위설과 풍수지리설이 결합된 도참설(圖讖說)이 크게 유행하게 된다.
당시 승려였던 도선(道詵)은 지리쇠왕설(地理衰旺說)·산천순역설(山川順逆說) 및 비보설(裨補說)을 주창함으로써 도참사상을 크게 유행시켰다. 그 요지는 지리에는 곳에 따라 쇠왕이 있고 순역이 있으므로 왕처(旺處)와 순처(順處)를 택하여 거주해야 하며, 쇠처(衰處)와 역처(逆處)는 인위적으로 비보해야 한다는 것이다.
고려시대에는 이러한 도참사상이 크게 유행하였으며, 고려 태조 왕건(王建)의 ＜훈요십조 訓要十條＞와 묘청(妙淸)의 양경지덕쇠왕설(兩京地德衰旺說)에서도 확인되고 있다.
조선시대에도 조선의 건립을 정당화하고 천도문제를 정착시키는 데 크게 영향을 미쳤고, 선조 때 일어난 정여립(鄭汝立)의 난 때에는 “이씨는 망하고 정씨가 일어난다(木子亡, 奠邑興).”는 참설이 유포되기도 하였다.
후일 《정감록》(鄭鑑錄)이라는 비기서에는 이러한 사상이 집대성되어 있으며, 절대 안전지대라는 십승지지사상(十勝之地思想), 역성혁명관에 입각한 말세사상 등도 모두 음양오행설에 뿌리를 두고 있다.

## 영향
동양 삼국 즉, 한국 · 중국 · 일본의 사상과 이론에 중심이 되었으며 현재까지 생활의 여러곳에 영향을 주고 있다. 특히 조선 말기에 이르기까지 끊임없이 민중들의 심성을 지배하면서 홍경래의 난 등 숱한 민란과 봉기의 사상적 원동력이 되어온 이러한 사상은 오늘날에도 적지 않은 영향을 미치고 있다. 풍수지리설이나 참위설뿐만 아니라 성리학의 세계관에도 음양오행설은 상당한 영향력을 행사하고 있다.

## 같이 보기
- 음양
- 오행
- 풍수
- 진설
- 한국의 제사
- 주자가례(朱子家禮)
- 음양오행